# Lietuvos Lyga 1929
L'edizione 1929 del Lietuvos Lyga fu l'8ª del massimo campionato di calcio lituano; il titolo fu vinto dal KSS Klaipeda, giunto al suo 2º titolo.

## Formula
Il campionato era formato da undici squadre divise in due diversi gironi in base alla contea di appartenenza. Il girone di Kaunas era formato da sei squadre che si incontrarono in gare di andata e ritorno per un totale di 10 turni. Il girone di Klaipėda era formato da cinque squadre che si incontrarono in gare di andata e ritorno per un totale di 8 turni. In tutti e due i gironi erano assegnati due punti alla vittoria, un punto al pareggio e zero per la sconfitta.
I vincitori dei due gironi si incontrarono in una partita che decretò il vincitore del campionato.

## Prima fase

### Girone di Kaunas
|  | Pos. | Squadra           | Pt | G  | V | N | P | GF | GS | DR  |
|  | ---- | ----------------- | -- | -- | - | - | - | -- | -- | --- |
|  | 1.   | LFLS Kaunas       | 16 | 10 | 8 | 0 | 2 | 35 | 6  | +29 |
|  | 2.   | KSK Kultus Kaunas | 15 | 10 | 7 | 1 | 2 | 27 | 17 | +10 |
|  | 3.   | Tauras Kaunas     | 12 | 10 | 5 | 2 | 3 | 27 | 22 | +5  |
|  | 4.   | Kovas Kaunas      | 10 | 10 | 4 | 2 | 4 | 22 | 21 | +1  |
|  | 5.   | Sparta Kaunas     | 6  | 10 | 2 | 2 | 6 | 11 | 35 | -24 |
|  | 6.   | Makabi Kaunas     | 1  | 10 | 0 | 1 | 9 | 3  | 24 | -21 |

### Girone di Klaipeda
|  | Pos. | Squadra                    | Pt | G | V | N | P | GF | GS | DR  |
|  | ---- | -------------------------- | -- | - | - | - | - | -- | -- | --- |
|  | 1.   | KSS Klaipeda               | 15 | 8 | 7 | 1 | 0 | 43 | 3  | +30 |
|  | 2.   | Freya Klaipeda             | 10 | 8 | 5 | 0 | 3 | 16 | 15 | +1  |
|  | 3.   | Spielvereiningung Klaipeda | 8  | 8 | 3 | 2 | 3 | 13 | 9  | +4  |
|  | 4.   | SSK Klaipeda               | 7  | 8 | 3 | 1 | 4 | 18 | 21 | -3  |
|  | 5.   | Vorwarts Silute            | 0  | 8 | 0 | 0 | 8 | 6  | 48 | -42 |

## Seconda fase

### Finale
| Squadra 1    | Risultato | Squadra 2   |
| ------------ | --------- | ----------- |
| KSS Klaipeda | 4 - 2     | LFLS Kaunas |